# Шевченко, Фёдор Иванович
Фёдор Иванович Шевченко (5 (18) сентября 1900 — 10 января 1982) — советский военачальник, генерал-лейтенант.

## Биография
Родился 30 сентября 1900 года, в селе Тубольцы Черкасского уезда и губернии, в семье рабочего Днепровского водного транспорта.
С 14 лет пошел рабочим на водный транспорт и проработал там 3 года.
В декабре 1918 года добровольно вступил в ряды Красной Армии, где прослужил беспрерывно до 1956 года.
В годы Гражданской войны – пулемётчик 1-го коммунистического батальона Спартака. В июне 1919 года поступил на 2-е Черкасские пехотные командные курсы. После курсов служил в 25-й стрелковой Чапаевской дивизии до 1935 года, в должностях командира взвода, роты, начальника штаба батальона, помощника начальника штаба полка и 4 года — начальником штаба 73-го стрелкового Пугачевского полка.
С января 1935 года и до середины 1943 года служил в оперативном управлении Генерального штаба РККА в должностях помощника начальника отдела, затем начальника отдела. После четырёхлетней учёбы в 1939 году окончил вечерний факультет Военной Академии имени М. В. Фрунзе и получил диплом с отличием. С 5 апреля 1940 – комбриг.

### Великая Отечественная война
С начала Великой Отечественной войны — начальник Западного, Калининского и Дальневосточного направлений оперативного управления Генерального штаба. С 28 октября 1941 – генерал-майор.
Начальник штаба Воронежского фронта (9—20 июля 1942).
В июне 1943 года убыл на Дальний Восток на должность начальника штаба Дальневосточного фронта. С 13 сентября 1944 – генерал-лейтенант. В войне с Японией в 1945 году в должности начальника штаба 2-го Дальневосточного фронта.

### После войны
С января 1946 года по июнь 1947 года служил в Южной группе войск (на территории Румынии) в должности начальника штаба 57-й армии и начальника штаба [[9-я армия (СССР)|9-й армии.
С апреля 1947 по апрель 1949 года служил в должности начальника штаба 13-й армии Прикарпатского военного округа.
Затем учился на Высших академических курсах при Высшей военной академии имени К. Е. Ворошилова (окончил в 1950 году).
С июня 1950 по ноябрь 1956 года – начальник штаба – первый заместитель командующего войсками Уральского военного округа.
В ноябре 1956 года ушел в запас.
Член КПСС с 1930 года.

## Награды
- орден Ленина,
- четыре ордена Красного Знамени,
- орден Кутузова 1 степени,
- Отечественной войны 1 степени,
- Красной Звезды
- медали[3]